# Liste der Wappen im Landkreis München
Die Liste der Wappen im Landkreis München zeigt die Wappen der Gemeinden im bayerischen Landkreis München.

## Landkreis München

Landkreis München Gespalten; vorne die bayerischen Rauten, hinten geteilt von Schwarz und Gold; im ganzen überdeckt mit einem schräglinken silbernen Wellenbalken.
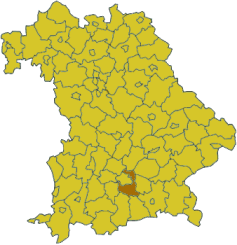
Lage des Landkreises München in Bayern
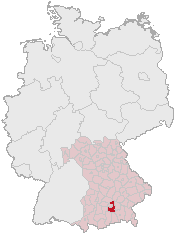
Lage des Landkreises München in Deutschland

## Wappen der Städte und Gemeinden

Gemeinde Aschheim In Silber ein bewurzelter schwarzer Baum, dessen Stamm oben ein blau beblätterter schräger Eschenzweig aufgelegt, unten ein gleicher Zweig unterlegt ist.
Gemeinde Aying In Blau ein silberner Pfahl; vorne ein goldener Palmzweig; hinten übereinander zwei goldene Bügelkronen.
Gemeinde Baierbrunn Unter blauem Zinnenschildhaupt in Silber drei schmale schwarze Balken.
Gemeinde Brunnthal In Blau ein silberner Pfahl; vorne ein goldener Bischofsstab, hinten eine aufrechte goldene Hirschstange.
Gemeinde Feldkirchen Gespalten von Blau und Silber; vorne über gesenktem silbernen Schräglinksbalken eine goldene Muschel; hinten eine blaue Kugel, aus der ein blaues Kreuz wächst.
Stadt Garching b.München Geteilt von Silber und Blau; oben zwischen zwei grünen Krüppelkiefern ein rotes Wagenrad, unten über niedrigem, durchgehenden silbernen Gebäude eine silberne Reaktorkuppel.
Gemeinde Gräfelfing Geteilt durch einen blauen Wellenbalken von Gold und Silber; oben eine rote Laubkrone, unten eine stilisierte rote Buche mit sieben Blättern. → Details
Gemeinde Grasbrunn In Rot ein goldenes Brunnenhaus, beseitet von zwei senkrecht stehenden silbernen Rauten.
Gemeinde Grünwald In Blau auf grünem Dreiberg ein silberner Torturm mit Treppengiebel und beiderseits anschließender Zinnenmauer, über der je eine grüne Fichte aufwächst; das Tor belegt mit den bayerischen Rauten.
Gemeinde Haar In Silber auf grünem Boden zwei grüne Bäume, zwischen ihnen schwebend ein goldenes Rodungsbeil mit schwarzem Griff.
Gemeinde Hohenbrunn In Silber ein blauer Wellenbalken; oben ein zweiblätteriger grüner Eichenzweig mit aufrechter goldener Eichel, unten ein schwarzer Baumstumpf.
Gemeinde Höhenkirchen-Siegertsbrunn Unter rotem Schildhaupt, darin ein mit einem schwarzen Pfeil belegter silberner Schrägbalken, in Silber eine bewurzelte grüne Tanne.
Gemeinde Ismaning Geteilt von Silber und Schwarz; oben ein rot gekrönter schwarzer Mohrenkopf auf rotem Sockel, unten nebeneinander drei stehende silberne Rauten.
Gemeinde Kirchheim b.München Geviert; 1: In Blau eine silberne Windfahne; 2: in Gold schräg gekreuzt ein rotes Schwert und ein roter Palmzweig; 3: in Gold ein aus zwei übereinander gelegten Balken bestehendes rotes Andreaskreuz; 4: in Schwarz drei silberne Leisten.
Gemeinde Neubiberg Unter silbernem Schildhaupt, darin nebeneinander zwei verschlungene blaue Seeblätter, in Blau eine geflügelte goldene menschliche Gestalt.
Gemeinde Neuried In Gold auf grünem Boden ein bewurzelter grüner Nadelbaum, unten belegt mit einer blauen Rodungshacke und einem blauen Rodungsbeil mit schwarzen Griffen in schräger Kreuzung.
Gemeinde Oberhaching In Blau auf grünem Dreiberg ein silberner Sattelturm mit schwarzem Dach.
Gemeinde Oberschleißheim Geteilt; oben in Rot das goldene Monogramm des Kurfürsten Max Emanuel, unten die bayerischen Rauten.
Gemeinde Ottobrunn In Blau eine mit einer Büste bekrönte silberne Säule, auf deren Sockel ein Löwe liegt; beiderseits schwebt je eine bewurzelte silberne Tanne.
Gemeinde Planegg In Silber eine auf grünem Plan stehende, golden bewehrte rote Eule, der ein blauer Wellenbalken unterlegt ist.
Gemeinde Pullach i.Isartal Schräglinks geteilt durch einen silbernen Wellenbalken; oben in Blau eine bewurzelte silberne Buche, unten in Schwarz drei waagrechte silberne Leisten.
Gemeinde Putzbrunn Durch eine eingeschweifte silberne Spitze, darin ein roter Röhrenbrunnen mit Trog, gespalten; vorne in Grün ein silbernes Seeblatt, hinten durch einen schmalen silbernen Wellenbalken geteilt von Rot und Grün.
Gemeinde Sauerlach In Silber über blauem Wellenschildfuß ein schwarzer Eberkopf mit goldenen Hauern, darüber zwischen zwei grünen Eichenblättern eine grüne Eichel.
Gemeinde Schäftlarn In Blau ein silbernes Schiff mit zwei geschrägten silbernen Rudern, darüber schwebend ein sechsstrahliger silberner Stern.
Gemeinde Straßlach-Dingharting Über von Gold und Grün im Wellenschnitt geteiltem Schildfuß in Blau ein schwebendes silbernes Kreuz.
Gemeinde Taufkirchen In Schwarz der Rumpf eines rot bewehrten goldenen Löwen, der sich mit den beiden Vorderpranken ein silbernes Schwert durch das Maul stößt.
Gemeinde Unterföhring In Gold ein blauer Schrägwellenbalken; oben ein rot gekrönter Mohrenkopf auf rotem Sockel, unten am rechten Schildrand acht in fünf Lagen übereinander stufenweise angeordnete rote Backsteine.
Gemeinde Unterhaching Geteilt von Blau und Silber; oben ein schräg liegender goldener Abtstab mit Schweißtuch, unten über blauen Wellen schwebend ein grünes Seeblatt.
Stadt Unterschleißheim Geteilt von Blau und Gold; oben ein goldener Zickzackbalken, unten schräg gekreuzt ein grüner Fichtenzweig und ein grünes Eichenblatt.

## Ehemalige Gemeinden mit eigenem Wappen

Gemeinde Dornach
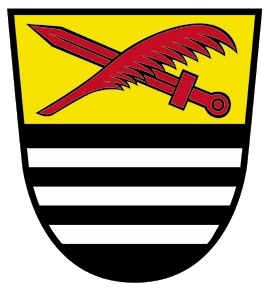
Gemeinde Heimstetten
Gemeinde Helfendorf